# Deir el Kamar
Deir el Kamar è un centro abitato e comune (municipalité) del Libano situato nel distretto dello Shuf, governatorato del Monte Libano.

## Storia
Deyr el-Qamar fu la capitale del Monte Libano all'inizio del XVII secolo, sotto il regno dell'Emiro druso Fakhr al-Dīn II, del casato dei Maʿn, fino alla sua morte nel 1635, al quale è dedicata una moschea.

Durante il XVI e il XVII secolo, Deyr el-Qamar era stata la residenza dei governatori ottomani (mutasarrif) del Libano ma il villaggio merita di essere ricordato anche per la fortezza-palazzo (qalʿa) cosiddetta di Mūsā e per vari edifici di pregio, tra cui la sinagoga del XVII secolo, segno di una vivace e ben tollerata presenza ebraica.
Alla sua acme il villaggio fu il centro della tradizione letteraria libanese e fu il primo villaggio a diventare comune nel 1864.

Fu luogo natìo di varie personalità illustri: artisti, scrittori e politici. È stata inoltre la capitale dell’area a maggioranza drusa del Monte Libano durante il periodo 1840-1860.